# Атамекен (Сарыагашский район)
Атамекен (каз. Атамекен) — село в Сарыагашском районе Туркестанской области Казахстана. Входит в состав Дербисекского сельского округа. Код КАТО — 515451200.

## Население
В 1999 году население села составляло 674 человека (366 мужчин и 308 женщин). По данным переписи 2009 года, в селе проживали 934 человека (479 мужчин и 455 женщин).